# Enter Enter MISSION!
「Enter Enter MISSION!」（エンター・エンター・ミッション）は、テレビアニメ『ガールズ&パンツァー』のメインキャスト5名から成るユニット、あんこうチームの楽曲。同グループのデビューシングルとして2012年11月7日にLantisから発売された。楽曲は畑亜貴が作詞、矢吹香那・佐々木裕が作曲を手掛けた。

## 概要
表題曲はテレビアニメ『ガールズ&パンツァー』のエンディングテーマとして使用された。カップリング曲は同アニメのイメージソングとなっている。
2024年6月19日、ランティス25周年を記念して「初回生産限定Lジャケ仕様」で再発売された。

## チャート成績
初週1,984枚を売り上げ、2012年11月19日付付オリコン週間シングルランキングで初登場44位を獲得。数週間チャートインし、発売後5ヶ月で1万枚を売り上げた。チャート登場回数は15回。累計10,315万枚のセールスを記録した。

## シングル収録内容
| #         | タイトル                                   | 作詞      | 作曲               | 編曲      | 時間  |
| --------- | ------------------------------------------ | --------- | ------------------ | --------- | ----- |
| 1.        | 「Enter Enter MISSION!」                   | 畑亜貴    | 矢吹香那・佐々木裕 | 佐々木裕  | 4:05  |
| 2.        | 「それゆけ! 乙女の戦車道!!」               | 水島努    | 伊藤真澄           | 伊藤真澄  | 4:59  |
| 3.        | 「Enter Enter MISSION!」(instrumental)     |           |                    |           | 4:05  |
| 4.        | 「それゆけ! 乙女の戦車道!!」(instrumental) |           |                    |           | 4:57  |
| 合計時間: | 合計時間:                                  | 合計時間: | 合計時間:          | 合計時間: | 18:06 |

## 最終章 ver.
「Enter Enter MISSION! 最終章 ver.」（エンター・エンター・ミッション さいしゅうしょうバージョン）は、あんこうチームの楽曲。同グループの2枚目のシングルとして2017年12月13日にLantisから発売された。
表題曲は「Enter Enter MISSION!」のリアレンジ・バージョンで、OVA『ガールズ&パンツァー最終章』のエンディングテーマとして使用された。
カップリング曲は同作のイメージソングとなっており、第1話の特報映像でも使用された。

### 批評 (最終章 ver.)
リスアニ!は、「楽曲は原曲のメロディーや雰囲気を保ちつつ、マーチ風のイントロや華麗なストリングスによる間奏など、あちらこちらに変化を加えており、起伏に富んだ展開となっていて非常に面白い。ずっしりと響くチューバや華やかなトランペットなど金管楽器だけでなく、小粋に鳴り響くフルートやふくよかな音色のオーボエら木管楽器にも焦点を当てており、それぞれの楽器の存在感や個性が存分に伝わってくる。そんなところが、どの登場人物にも見せ場がある『ガールズ＆パンツァー』のイメージと繋がってくるようにも思える。」と批評した。

### シングル収録内容 (最終章 ver.)
| #         | タイトル                                          | 作詞      | 作曲                    | 編曲                    | 時間  |
| --------- | ------------------------------------------------- | --------- | ----------------------- | ----------------------- | ----- |
| 1.        | 「Enter Enter MISSION!」(最終章 ver.)             | 畑亜貴    | 矢吹香那・佐々木裕      | サワグチカズヒコ        | 4:19  |
| 2.        | 「Long and Shining Road」                         | 松井洋平  | 山本恭平（Arte Refact） | 山本恭平（Arte Refact） | 4:39  |
| 3.        | 「Enter Enter MISSION!」(最終章 ver.) (off vocal) |           |                         |                         | 4:19  |
| 4.        | 「Long and Shining Road」(off vocal)              |           |                         |                         | 4:35  |
| 合計時間: | 合計時間:                                         | 合計時間: | 合計時間:               | 合計時間:               | 17:52 |

## 収録アルバム
| 曲名                     | 収録アルバム                                   | 発売日         | 備考                 |
| ------------------------ | ---------------------------------------------- | -------------- | -------------------- |
| Enter Enter MISSION!     | ガールズ&パンツァー オリジナルサウンドトラック | 2012年12月26日 | ショートサイズで収録 |
| Enter Enter MISSION!     | ガールズ&パンツァー 10周年ベストアルバム       | 2023年9月27日  |                      |
| それゆけ! 乙女の戦車道!! | ガールズ&パンツァー 10周年ベストアルバム       | 2023年9月27日  |                      |

## カバー
- GILLE - カバーアルバム『I AM GILLE. 4 〜Anime Song Anthems〜』（2015年3月4日発売）に収録。英詞バージョンとなっている。
- 渕上舞、ChouCho、佐咲紗花 - ライブアルバム『ガールズ＆パンツァー オーケストラ・コンサート ～Herbst Musikfest 2015～』（2016年2月10日発売）に収録。
- ChouCho、佐咲紗花 - ライブアルバム『ガールズ＆パンツァー劇場版 シネマティック・コンサートアルバム』（2017年8月27日発売）に収録。
- 佐咲紗花、渕上舞 - BD『Animelo Summer Live 2019 -STORY- DAY1』（2020年3月25日発売）に収録。
- 西住みほ（渕上舞）、ダージリン（喜多村英梨）、ケイ（川澄綾子）、アンチョビ（吉岡麻耶）、カチューシャ（金元寿子）、西住まほ（田中理恵） - 『ガールズ&パンツァー 10周年ベストアルバム』（2023年9月27日発売）に「Enter Enter MISSION! 第63回戦車道全国高校生大会ver.」として収録。
- 白丸美兎（近藤玲奈）、猫足蕾（芹澤優） - 2025年6月24日に音楽ゲーム『ワールドダイスター 夢のステラリウム』に収録。

### ユニットメンバー
1. 1 2 3 4  西住みほ（渕上舞）、武部沙織（茅野愛衣）、五十鈴華（尾崎真実）、秋山優花里（中上育実）、冷泉麻子（井口裕香）